# NBC加盟局の一覧
NBC加盟局の一覧（エヌビーシーかめいきょくのいちらん）とは、アメリカ合衆国のテレビネットワークであるNBCが合衆国内に展開する放送局（加盟局）の一覧である。
州名のアルファベット順に記載。また、NBC（NBCユニバーサル）が直接保有する直営局は太文字で表記する。

## アラバマ州
- バーミングハム - WVTM-TV（英語版） - リモコン番号13・物理チャンネル13
- ハンツビル - WAFF（英語版） - リモコン番号48・物理チャンネル48
- モービル - WPMI-TV（英語版） - リモコン番号15・物理チャンネル15
- モンゴメリー - WSFA（英語版） - リモコン番号12・物理チャンネル12

## アラスカ州
- アンカレッジ - KTUU-TV（英語版） - リモコン番号2・物理チャンネル10
- フェアバンクス - KTVF（英語版） - リモコン番号11・物理チャンネル26
- ジュノー - KATH-LD（英語版） - リモコン番号5・物理チャンネル35
  - シトカ - KSCT-LP - リモコン番号5（KATH-LDのサテライト局）

## アリゾナ州
- メサ（フェニックス） - KPNX（英語版） - リモコン番号12・物理チャンネル12
  - フラッグスタッフ - KNAZ-TV（英語版） - リモコン番号12・物理チャンネル22（KNPXのサテライト局）
- ツーソン - KVOA（英語版） - リモコン番号4・物理チャンネル23
- ユマ（ユマ郡） - KYMA-DT（英語版） - リモコン番号11・物理チャンネル11

## アーカンソー州
- ロジャース（フォートスミス） - KNWA-TV（英語版） - リモコン番号51・物理チャンネル50
- リトルロック - KARK-TV（英語版） - リモコン番号4・物理チャンネル32
- エルドラド - KTVE（英語版） - リモコン番号10・物理チャンネル27

## カリフォルニア州
- ベーカーズフィールド - KGET-TV（英語版） - リモコン番号17・物理チャンネル25
- チコ - KNVN（英語版）- リモコン番号24・物理チャンネル24
- ユーレカ - KIEM-TV（英語版） - リモコン番号3・物理チャンネル3
- フレズノ - KSEE（英語版） - リモコン番号24・物理チャンネル24
- バーバンク（ロサンゼルス） - KNBC-TV（英語版） - リモコン番号4・物理チャンネル36
- パームデザート（パームスプリングス・インディオ） - KMIR-TV（英語版） - リモコン番号36・物理チャンネル46
- サクラメント - KCRA-TV（英語版）- リモコン番号3・物理チャンネル35
- サリナス（モントレー） - KSBW（英語版） - リモコン番号8・物理チャンネル8
- サンディエゴ - KNSD（英語版） - リモコン番号39・物理チャンネル40（他社との合弁だが、株式の2/3以上をNBCが握っている）
- サンノゼ（サンフランシスコ・オークランド） - KNTV『NBC Bay Area』（英語版） - リモコン番号11・物理チャンネル12
- サンルイスオビスポ（サンタバーバラ） - KSBY（英語版）- リモコン番号6・物理チャンネル15

## コロラド州
- デンバー - KUSA（英語版） - リモコン番号9・物理チャンネル9または19
- グランドジャンクション（メサ郡） - KKCO（英語版） - リモコン番号11・物理チャンネル12
- プエブロ - KOAA-TV（英語版） - リモコン番号5・物理チャンネル42

## コネチカット州
- ニューブリテン（ハートフォード） - WVIT『NBC Connecticut』（英語版） - リモコン番号30・物理チャンネル35

## デラウェア州
- 無し（ペンシルベニア州フィラデルフィアにあるWCAUを視聴する住民が多い）

## ワシントンD.C.
- ワシントンD.C. - WRC-TV（英語版） - リモコン番号4・物理チャンネル48

## フロリダ州
- デイトナビーチ（オーランド） - WESH（英語版） - リモコン番号2・物理チャンネル11
- フォートマイヤーズ - WBBH-TV（英語版） - リモコン番号20・物理チャンネル15
- ゲインズビル - WNBW-DT（英語版） - リモコン番号9・物理チャンネル9
- ジャクソンビル - WTLV（英語版） - リモコン番号12・物理チャンネル13
- マイアミ - WTVJ（英語版） - リモコン番号6・物理チャンネル31
- パナマシティ - WJHG-TV（英語版） - リモコン番号7・物理チャンネル18
- タンパ（セントピーターズバーグ） - WFLA-TV（英語版） - リモコン番号8・物理チャンネル7
- ウェストパームビーチ - WPTV（英語版） - リモコン番号5・物理チャンネル12

## ジョージア州
- オールバニ - WALB（英語版） - リモコン番号10・物理チャンネル10
- アトランタ - WXIA-TV（英語版） - リモコン番号11・物理チャンネル10
- オーガスタ - WAGT（英語版） - リモコン番号26・物理チャンネル30
- メーコン - WMGT-TV（英語版） - リモコン番号41・物理チャンネル40
- サバンナ - WSAV-TV（英語版） - リモコン番号3・物理チャンネル39

## ハワイ州
- ホノルル - KHNL（英語版） - リモコン番号13・物理チャンネル35
  - ヒロ（ハワイ島） - KHBC-TV - リモコン番号2・物理チャンネル22（KHNLのサテライト局）
  - ワイルク（マウイ島） - KOGG - リモコン番号15・物理チャンネル16（KHNLのサテライト局）

## アイダホ州
- ボイシ - KTVB（英語版） - リモコン番号7・物理チャンネル7
  - ツインフォールズ - KTFT-LD - リモコン番号20・物理チャンネル38
- ポカテロ - KPVI-DT（英語版） - リモコン番号6・物理チャンネル23

## イリノイ州
- シカゴ - WMAQ-TV（英語版） - リモコン番号5・物理チャンネル29
- ディケーター - WAND（英語版） - リモコン番号17・物理チャンネル17
- ピオリア - WEEK-TV（英語版） - リモコン番号25・物理チャンネル25
- クインシー - WGEM-TV（英語版） - リモコン番号10・物理チャンネル10
- ロックフォード - WREX-TV（英語版） - リモコン番号13・物理チャンネル13

## インディアナ州
- エバンズビル - WFIE（英語版） - リモコン番号14・物理チャンネル46
- フォートウェイン - WPTA（英語版） - リモコン番号21.2・物理チャンネル24
- インディアナポリス - WTHR（英語版） - リモコン番号13・物理チャンネル13
- サウスベンド - WNDU-TV（英語版） - リモコン番号16・物理チャンネル42
- テレホート - WTWO（英語版） - リモコン番号2・物理チャンネル36

## アイオワ州
- ダベンポート - KWQC-TV（英語版） - リモコン番号6・物理チャンネル36
- デモイン - WHO-DT（英語版） - リモコン番号13・物理チャンネル13
- スーシティ - KTIV（英語版） - リモコン番号4・物理チャンネル41
- ウォータールー - KWWL（英語版） - リモコン番号7・物理チャンネル7

## カンザス州
- トピカ - KSNT（英語版） - リモコン番号27・物理チャンネル27
- ウィチタ - KSNW（英語版） - リモコン番号3・物理チャンネル45
  - グレートベント - KSNC（英語版） - リモコン番号2・物理チャンネル22 （KSNWのサテライト局）
  - ガーデンシティ - KSNG（英語版） - リモコン番号11・物理チャンネル11 （KSNWのサテライト局）

## ケンタッキー州
- ボーリンググリーン - WNKY（英語版） - リモコン番号40・物理チャンネル16
- レキシントン - WAVE（英語版） - リモコン番号3・物理チャンネル47
- ルイビル - WLKY（英語版） - リモコン番号32・物理チャンネル26
- パデューカ - WPSD-TV（英語版） - リモコン番号6・物理チャンネル32

## ルイジアナ州
- アレクサンドリア - KALB-TV（英語版） - リモコン番号5・物理チャンネル35
- バトンルージュ - WVLA-TV（英語版） - リモコン番号33・物理チャンネル33
- レイクチャールズ（ラファイエット） - KPLC（英語版） - リモコン番号7・物理チャンネル7
- ニューオーリンズ - WDSU（英語版） - リモコン番号6・物理チャンネル43
- シュリーブポート - KTAL-TV（英語版） - リモコン番号6・物理チャンネル15（放送免許はテキサス州テクサーカナに与えられておりスタジオもあるが、メインのスタジオはシュリーブポートにある）

## メイン州
- バンゴー - WLBZ（英語版） - リモコン番号2・物理チャンネル2
- ポートランド - WCSH（英語版） - リモコン番号6・物理チャンネル44

## メリーランド州
- ボルチモア - WBAL-TV（英語版） - リモコン番号11・物理チャンネル11

## マサチューセッツ州
- ボストン - WBTS-CD（英語版） - リモコン番号15・物理チャンネル32
- スプリングフィールド - WWLP（英語版） - リモコン番号22・物理チャンネル11

## ミシガン州
- デトロイト - WDIV-TV（英語版） - リモコン番号4・物理チャンネル45
- グランドラピッズ - WOOD-TV（英語版） - リモコン番号8・物理チャンネル7
- オノンガダ（ランシング・ジャクソン） - WILX-TV（英語版） - リモコン番号10・物理チャンネル10
- マーケット - WLUC-TV（英語版） - リモコン番号6・物理チャンネル35
- サギノー - WEYI-TV（英語版） - リモコン番号25・物理チャンネル30
- トラバースシティ - WPBN-TV（英語版） - リモコン番号7・物理チャンネル47
  - シボイガン（スーセントマリー） - WTOM-TV リモコン番号4・物理チャンネル35（WPBN-TVのサテライト局）

## ミネソタ州
- ミネアポリス（セントポール） - KARE（英語版） - リモコン番号11・物理チャンネル11
- ロチェスター - KTTC（英語版） - リモコン番号10・物理チャンネル10

## ミシシッピ州
- ジャクソン - WLBT（英語版） - リモコン番号3・物理チャンネル30
- ローレル - WDAM-TV（英語版） - リモコン番号7・物理チャンネル7
- メリディアン - WGBC（英語版） - リモコン番号30・物理チャンネル31
- テューペロ - WTVA（英語版） - リモコン番号9・物理チャンネル8

## ミズーリ州
- コロンビア（ジェファーソンシティ） - KOMU-TV（英語版） - リモコン番号8・物理チャンネル8
- ジョプリン- KSNF（英語版） - リモコン番号16・物理チャンネル46
- カンザスシティ - KSHB-TV（英語版） - リモコン番号41・物理チャンネル42
- セントルイス - KSDK（英語版） - リモコン番号5・物理チャンネル35
- スプリングフィールド - KYTV（英語版） - リモコン番号3・物理チャンネル44

## モンタナ州
- ビリングス - KULR-TV（英語版） - リモコン番号8・物理チャンネル11
  - マイルズシティ - KYUS-TV - リモコン番号3・物理チャンネル3（KULR-TVのサテライト局）
- NBCモンタナ（英語版）
  - ビュート - KTVM - リモコン番号6・物理チャンネル6
  - カリスペル - KCFW - リモコン番号9・物理チャンネル9
  - ミズーラ - KECI - リモコン番号13・物理チャンネル13
- ヘレナ - KTVH（英語版） リモコン番号12・物理チャンネル12
  - グレートフォールズ - KBGF-LP - リモコン番号50（KTVHのサテライト局）
  - ハバー - KBBJ - リモコン番号9（KTVHのサテライト局）
  - ルイスタウン - KBAO - リモコン番号13（KTVHのサテライト局）
- グレンディブ - KXGN-TV（英語版） - リモコン番号5.2・物理チャンネル5（リモコン番号5.1はCBSがメイン）

## ネブラスカ州
- ヘイスティングス（リンカーン） - KHAS-TV（英語版） - リモコン番号5・物理チャンネル5
- ノースプラット - KNOP-TV（英語版） - リモコン番号2・物理チャンネル2
- オマハ - WOWT-TV（英語版） - リモコン番号6・物理チャンネル22
- マクック - KSNK（英語版） - リモコン番号8・物理チャンネル12（カンサス州ウィチタのKSNWのサテライト局）

## ネバダ州
- ラスベガス - KSNV（英語版） - リモコン番号3・物理チャンネル22
- リノ - KRNV-DT（英語版） - リモコン番号4・物理チャンネル7
  - エルコ - KENV-DT（英語版） - リモコン番号10・物理チャンネル10（KRNV-DTのサテライト局）

## ニューハンプシャー州
- 無し（主にマサチューセッツ州ボストンのWNEU-DT2を視聴している）

## ニュージャージー州
- - 州北部ではニューヨークのWNBC-TV、南部はフィラデルフィアのWCAU-TVを視聴。

## ニューメキシコ州
- アルバカーキ - KOB（英語版） - リモコン番号4・物理チャンネル26
  - ロズウェル - KOBR-TV（英語版） リモコン番号8・物理チャンネル8（KOB-TVのサテライト局）
  - ファーミントン（サンファン郡） - KOBF-TV - リモコン番号12・物理チャンネル12（KOB-TVのサテライト局）

## ニューヨーク州
- オールバニ - WNYT（英語版） - リモコン番号13・物理チャンネル12
- ビンガムトン - WBGH-CD（英語版） - リモコン番号20・物理チャンネル20
  - ビンガムトン - WIVT（英語版） - リモコン番号34.2・物理チャンネル34[1]
- バッファロー - WGRZ（英語版） - リモコン番号2・物理チャンネル33
- エルマイラ - WETM-TV（英語版） - リモコン番号18・物理チャンネル18
- ニューヨーク - WNBC（英語版） - リモコン番号4・物理チャンネル28 - 旗艦局
- プラッツバーグ - WPTZ（英語版） - リモコン番号5・物理チャンネル14
- ロチェスター - WHEC-TV（英語版） - リモコン番号10・物理チャンネル10
- シラキュース - WSTM-TV（英語版） - リモコン番号3・物理チャンネル24
- ユーティカ - WKTV（英語版） - リモコン番号2.1・物理チャンネル29

## ノースカロライナ州
- シャーロット - WCNC-TV（英語版） - リモコン番号36・物理チャンネル22
- ローリー（ダーラム） - WRAL-TV（英語版） - リモコン番号5・物理チャンネル48
- ワシントン - WITN-TV（英語版） - リモコン番号7・物理チャンネル32
- ウィルミントン - WECT（英語版） - リモコン番号6・物理チャンネル44
- ウィンストン・セーラム - WXII-TV（英語版） - リモコン番号12・物理チャンネル31

## ノースダコタ州
- ビスマーク - KFYR-TV（英語版） - リモコン番号5・物理チャンネル31
- ディッキンソン - KQCD-TV（英語版） - リモコン番号7・物理チャンネル7
- ファーゴ - KVLY-TV（英語版） - リモコン番号11.1・物理チャンネル44
- マイノット - KMOT（英語版） - リモコン番号10.1・物理チャンネル10
- ウィリストン - KUMV-TV（英語版） - リモコン番号8.1・物理チャンネル8（KMOTのサテライト局扱い）

## オハイオ州
- シンシナティ - WLWT（英語版） - リモコン番号5・物理チャンネル35
- クリーブランド（アクロン） - WKYC-TV（英語版） - リモコン番号3・物理チャンネル17
- コロンバス - WCMH-TV（英語版） - リモコン番号4・物理チャンネル14
- デイトン - WDTN（英語版） - リモコン番号2・物理チャンネル50
- ライマ - WLIO（英語版） - リモコン番号8.1・物理チャンネル8
- ステューベンビル（ウェストバージニア州ホイーリング） - WTOV-TV（英語版） - リモコン番号9.1・物理チャンネル9
- トレド - WNWO-TV（英語版） - リモコン番号24・物理チャンネル49
- ゼインズビル - WHIZ-TV（英語版） - リモコン番号18・物理チャンネル40

## オクラホマ州
- オクラホマシティ - KFOR-TV（英語版） - リモコン番号4・物理チャンネル27
- タルサ - KJRH-TV（英語版） - リモコン番号2・物理チャンネル8

## オレゴン州
- ベンド - KTVZ（英語版） - リモコン番号21・物理チャンネル21
- ユージーン - KMTR（英語版） - リモコン番号16・物理チャンネル17
  - クーズベイ - KMCB - リモコン番号23・物理チャンネル22（KMTRのサテライト局）
  - ローズバーグ - KTCW - リモコン番号46・物理チャンネル45（KMTRのサテライト局）
- クラマスフォールズ - KOTI（英語版） - リモコン番号2・物理チャンネル13
- メドフォード - KOBI（英語版） - リモコン番号5・物理チャンネル5
- ポートランド - KGW（英語版） - リモコン番号8・物理チャンネル8

## ペンシルベニア州
- エリー - WICU-TV（英語版） - リモコン番号12・物理チャンネル12
- ジョーンズタウン - WJAC-TV（英語版） - リモコン番号6・物理チャンネル34
- ランカスター - WGAL（英語版） - リモコン番号8・物理チャンネル8
- フィラデルフィア - WCAU（英語版） - リモコン番号10・物理チャンネル34
- ピッツバーグ - WPXI（英語版） - リモコン番号11・物理チャンネル48
- ウィルクスバリ（スクラントン） - WBRE-TV（英語版） - リモコン番号28・物理チャンネル11

## ロードアイランド州
- クランストン（プロビデンス） - WJAR（英語版） - リモコン番号10・物理チャンネル50

## サウスカロライナ州
- マウントプレザント（チャールストン） - WCBD-TV（英語版） - リモコン番号2・物理チャンネル50
- コロンビア - WIS（英語版） - リモコン番号10・物理チャンネル10
- マートルビーチ - WMBF-TV（英語版） - リモコン番号32・物理チャンネル32
- グリーンビル - WYFF（英語版） - リモコン番号4・物理チャンネル36

## サウスダコタ州
- ラピッドシティ - KNBN（英語版） - リモコン番号21・物理チャンネル21
- スーフォールズ - テキサス州フォートワースのKXAS-TVを視聴

## テネシー州
- チャタヌーガ - WRCB（英語版） - リモコン番号3・物理チャンネル13
- ノックスビル - WBIR-TV（英語版） - リモコン番号10・物理チャンネル10
- メンフィス - WMC-TV（英語版） - リモコン番号5・物理チャンネル5
- ナッシュビル - WSMV-TV（英語版） - リモコン番号4・物理チャンネル10

## テキサス州
- アビリーン - KRBC-TV （英語版） -　リモコン番号9・物理チャンネル29
- アマリロ - KAMR-TV（英語版） - リモコン番号4・物理チャンネル19
- オースティン - KXAN-TV（英語版） - リモコン番号36・物理チャンネル21
- リャノ - KBVO（英語版） - リモコン番号14・物理チャンネル27
- ボーモント - KBTV-TV（英語版） - リモコン番号4・物理チャンネル40
- ブラウンズビル - KVEO（英語版） - リモコン番号23・物理チャンネル24
- コーパスクリスティ - KRIS-TV（英語版） - リモコン番号6・物理チャンネル13
- デニソン - KTEN（英語版） - リモコン番号10・物理チャンネル26
- エルパソ - KTSM-TV（英語版） - リモコン番号9・物理チャンネル16
- フォートワース（ダラス） - KXAS-TV（英語版） - リモコン番号5・物理チャンネル41（他社との合弁だが、株式の2/3以上をNBCが握っている）
- ヒューストン - KPRC-TV（英語版） - リモコン番号2・物理チャンネル35
- ラレド - KGNS-TV（英語版） - リモコン番号8・物理チャンネル8
- ラボック - KCBD（英語版） - リモコン番号11・物理チャンネル11
- ミッドランド - KWES-TV（英語版） - リモコン番号9・物理チャンネル9
  - ビッグスプリング - KWAB - リモコン番号4・物理チャンネル33
- サンアンジェロ - KSAN-TV（英語版） - リモコン番号3・物理チャンネル16
- サンアントニオ - WOAI-TV（英語版） - リモコン番号4・物理チャンネル48
- シャーマン - デニソンのKTENを視聴
- タイラー - KETK-TV（英語版） - リモコン番号56・物理チャンネル22
- ビクトリア - KMOL-LD（英語版） - リモコン番号17・物理チャンネル17
- テンプル - KCEN-TV（英語版） - リモコン番号6・物理チャンネル9
  - ブライアン - KMAY-LP - リモコン番号23（KCEN-TVのサテライト局）
- ウィチタフォールズ - KFDX-TV（英語版） - リモコン番号3・物理チャンネル28

## ユタ州
- ソルトレイクシティ - KSL-TV（英語版） - リモコン番号5・物理チャンネル38

## バーモント州
- ハートフォード - WNNE（英語版） - リモコン番号31・物理チャンネル25（ニューヨーク州プラッツバーグにあるWPTZのサテライト局扱い）

## バージニア州
- ブリストル - WCYB-TV（英語版） - リモコン番号5・物理チャンネル5
- シャーロッツビル - WVIR-TV（英語版） - リモコン番号29・物理チャンネル32
- ポーツマス（ハンプトン・ローズ） - WAVY-TV（英語版） - リモコン番号10・物理チャンネル31
- リッチモンド - WWBT（英語版） - リモコン番号12・物理チャンネル12
- ロアノーク - WSLS-TV（英語版） - リモコン番号10・物理チャンネル30

## ワシントン州
- シアトル - KING-TV（英語版） - リモコン番号5・物理チャンネル48
- スポケーン - KHQ-TV（英語版） - リモコン番号6・物理チャンネル15
- ヤキマ - KNDO（英語版） - リモコン番号23・物理チャンネル16

## ウェストバージニア州
- ブルーフィールド - WVVA（英語版） - リモコン番号6・物理チャンネル46
- クラークスバーグ - WBOY-TV（英語版） - リモコン番号12・物理チャンネル12
- ハンティントン（チャールストン） - WSAZ-TV（英語版） -リモコン番号3・物理チャンネル23
- パーカーズバーグ - WTAP-TV（英語版） - リモコン番号15・物理チャンネル49

## ウィスコンシン州
- オークレア - WEAU（英語版） - リモコン番号13・物理チャンネル38
- グリーンベイ - WGBA-TV（英語版） - リモコン番号26・物理チャンネル41
- マディソン - WMTV（英語版） - リモコン番号15・物理チャンネル19
- ミルウォーキー - WTMJ-TV（英語版） - リモコン番号4・物理チャンネル28
- ラインランダー - WJFW-TV（英語版） - リモコン番号12・物理チャンネル16
- スペリオル - KBJR-TV（英語版） - リモコン番号6・物理チャンネル19

## ワイオミング州
- キャスパー - KCWY-DT （英語版） - リモコン番号13・物理チャンネル12
- ジャクソン - KJWY リモコン番号2・物理チャンネル14（アイダホ州ポカテロにあるKPVIのサテライト局）

## 50州外
- オラニエスタッド（アルバ） - ATV - リモコン番号15
- ハガニア（グアム） - KUAM-TV（英語版） - リモコン番号8・物理チャンネル8
- サイパン島 WSZE - リモコン番号10
- セント・トーマス島（アメリカ領ヴァージン諸島） - WVGN-LD（英語版） - リモコン番号19.3・物理チャンネル19（衛星放送・ケーブルテレビを通じプエルトリコへも中継される）
- サンフアン (プエルトリコ)  - WKAQ-TV（英語版） - リモコン番号2.3・物理チャンネル28